# Liste der Kulturdenkmale in Rickert
In der Liste der Kulturdenkmale in Rickert sind alle Kulturdenkmale der schleswig-holsteinischen Gemeinde Rickert (Kreis Rendsburg-Eckernförde) aufgelistet (Stand: 14. April 2025).
Die Bodendenkmale sind in der Liste der Bodendenkmale in Rickert aufgeführt.

## Legende
In den Spalten befinden sich folgende Informationen:
- Objekt-ID: die Nummer des Kulturdenkmales
- Lage: die Adresse des Kulturdenkmales und die geographischen Koordinaten. Kartenansicht, um Koordinaten zu setzen. In der Kartenansicht sind Kulturdenkmale ohne Koordinaten mit einem roten Marker dargestellt und können in der Karte gesetzt werden. Kulturdenkmale ohne Bild sind mit einem blauen Marker gekennzeichnet, Kulturdenkmale mit Bild mit einem grünen Marker.
- Offizielle Bezeichnung: Bezeichnung des Kulturdenkmales
- Beschreibung: die Beschreibung des Kulturdenkmales
- Bild: ein Bild des Kulturdenkmales

## Bauliche Anlagen
| Objekt-ID | Lage                                            | Offizielle Bezeichnung                               | Beschreibung | Bild            |
| --------- | ----------------------------------------------- | ---------------------------------------------------- | --- | --------------- |
| 10740     | An der Schmiede 5 (54° 19′ 50″ N, 9° 39′ 42″ O) | Alte Schmiede                                        | Alteintragung (Aktualisierung vorgesehen) - Begründung: geschichtlich, wissenschaftlich, technisch - Schutzumfang: gesamtes Objekt - Denkmaltyp: Bauliche Anlage     | Fotos hochladen |
| 1432      | Dorfstraße 19 a (54° 19′ 53″ N, 9° 39′ 56″ O)   | Wohn- und Wirtschaftsgebäude (sog. ehem. Melkerhaus) | Alteintragung (Aktualisierung vorgesehen) - Begründung: geschichtlich, wissenschaftlich, städtebaulich - Schutzumfang: gesamtes Objekt - Denkmaltyp: Bauliche Anlage | Fotos hochladen |

## Quelle
- Liste der Kulturdenkmale in Schleswig-Holstein – Kreis Rendsburg-Eckernförde

- Karte mit allen Koordinaten:
- OSM |
- WikiMap